# Philipp Pentke
Philipp Pentke (Freiberg, Alemania Democrática, 1 de mayo de 1985) es un futbolista alemán. Juega de portero y se encuentra sin equipo tras abandonar el F. C. Colonia.

## Estadísticas
Actualizado al último partido disputado el 27 de noviembre de 2021.
| Club                                                                                               | Div.          | Temporada     | Liga  | Liga  | Copas nacionales(1) | Copas nacionales(1) | Otros(2) | Otros(2) | Total | Total |
| Club                                                                                               | Div.          | Temporada     | Part. | Goles | Part.               | Goles               | Part.    | Goles    | Part. | Goles |
| -------------------------------------------------------------------------------------------------- | ------------- | ------------- | ----- | ----- | ------------------- | ------------------- | -------- | -------- | ----- | ----- |
| Chemnitzer F. C. · Alemania                                                                        | 4.ª           | 2009-10       | 26    | 0     | -                   | -                   | -        | -        | 26    | 0     |
| Chemnitzer F. C. · Alemania                                                                        | 4.ª           | 2010-11       | 21    | 0     | 2                   | 0                   | -        | -        | 23    | 0     |
| Chemnitzer F. C. · Alemania                                                                        | 3.ª           | 2011-12       | 38    | 0     | -                   | -                   | -        | -        | 38    | 0     |
| Chemnitzer F. C. · Alemania                                                                        | 3.ª           | 2012-13       | 31    | 0     | 1                   | 0                   | -        | -        | 32    | 0     |
| Chemnitzer F. C. · Alemania                                                                        | 3.ª           | 2013-14       | 34    | 0     | -                   | -                   | -        | -        | 34    | 0     |
| Chemnitzer F. C. · Alemania                                                                        | 3.ª           | 2014-15       | 33    | 0     | 2                   | 0                   | -        | -        | 35    | 0     |
| Chemnitzer F. C. · Alemania                                                                        | Total club    | Total club    | 183   | 0     | 5                   | 0                   | 0        | 0        | 188   | 0     |
| SSV Jahn Ratisbona · Alemania                                                                      | 4.ª           | 2015-16       | 36    | 0     | -                   | -                   | -        | -        | 36    | 0     |
| SSV Jahn Ratisbona · Alemania                                                                      | 3.ª           | 2016-17       | 38    | 0     | 1                   | 0                   | 2        | 0        | 41    | 0     |
| SSV Jahn Ratisbona · Alemania                                                                      | 2.ª           | 2017-18       | 28    | 0     | 2                   | 0                   | -        | -        | 30    | 0     |
| SSV Jahn Ratisbona · Alemania                                                                      | 2.ª           | 2018-19       | 30    | 0     | 0                   | 0                   | -        | -        | 30    | 0     |
| SSV Jahn Ratisbona · Alemania                                                                      | Total club    | Total club    | 132   | 0     | 3                   | 0                   | 0        | 0        | 135   | 0     |
| TSG 1899 Hoffenheim · Alemania                                                                     | 1.ª           | 2019-20       | 4     | 0     | 2                   | 0                   | -        | -        | 6     | 0     |
| TSG 1899 Hoffenheim · Alemania                                                                     | 1.ª           | 2020-21       | 3     | 0     | 2                   | 0                   | 0        | 0        | 5     | 0     |
| TSG 1899 Hoffenheim · Alemania                                                                     | 1.ª           | 2021-22       | 1     | 0     | 1                   | 0                   | 0        | 0        | 2     | 0     |
| TSG 1899 Hoffenheim · Alemania                                                                     | 1.ª           | 2022-23       | 0     | 0     | 0                   | 0                   | 0        | 0        | 0     | 0     |
| TSG 1899 Hoffenheim · Alemania                                                                     | Total club    | Total club    | 8     | 0     | 5                   | 0                   | 0        | 0        | 13    | 0     |
| F. C. Colonia · Alemania                                                                           | 1.ª           | 2023-24       | 0     | 0     | 0                   | 0                   | 0        | 0        | 0     | 0     |
| F. C. Colonia · Alemania                                                                           | 2.ª           | 2024-25       | 0     | 0     | 0                   | 0                   | 0        | 0        | 0     | 0     |
| F. C. Colonia · Alemania                                                                           | Total club    | Total club    | 0     | 0     | 0                   | 0                   | 0        | 0        | 0     | 0     |
| Total carrera                                                                                      | Total carrera | Total carrera | 323   | 0     | 13                  | 0                   | 0        | 0        | 336   | 0     |
| (1) Incluye datos de la Copa de Alemania. (2) Incluye datos de los playoffs de ascenso y descenso. |               |               |       |       |                     |                     |          |          |       |       |